# Tour Championship (Snooker)
Die Tour Championship ist ein Ranglistenturnier der Snooker Maintour.

## Geschichte
Die Tour Championship wurde 2019 als Abschlussturnier des Coral Cup, gesponsert vom britischen Wettanbieter Coral, konzipiert. Der Cup umfasste neben der Tour Championship den World Grand Prix und die Players Championship. Im Gegensatz zu den anderen beiden Turnieren, die schon Vorgänger mit demselben Namen hatten, wurde die Tour Championship 2019 neu eingeführt. Heute bilden die drei Turniere die Players Series.
Das Sponsoring der Turniere wechselte über die Jahre mehrmals. Nach Coral 2019 und 2020 wurde die Serie zwei Jahre durch Cazoo gesponsert. Ab 2023 gab es keinen Einheitssponsor mehr, die Turniersponsoren wechselten jährlich.

## Format
Grundlage für die Teilnahme an den drei Turnieren der Players Series ist die Saisonrangliste vom Auftaktturnier bis zum jeweils vorhergehenden Turnier. Am World Grand Prix als erstem Turnier der Serie nehmen die Top 32 der aktuellen Saison teil, bei der Players Championship wird das Feld auf 16 Spieler reduziert.
Die Tour Championship bestreiten seit 2024 die 12 besten Spieler der bisherigen Saison, wobei die Top 4 direkt im Viertelfinale gesetzt sind und die weiteren 8 Kandidaten (Plätze 5 bis 12) in der vorherigen Runde gegeneinander antreten. Bis 2023 fand das Turnier im reinen Knockoutmodus der besten 8 statt.

## Austragungsorte
Das erste Turnier 2019 fand im walisischen Llandudno statt. Wegen der Coronakrise 2020/21 wurden die folgenden beiden Ausgaben verlegt. 2020 fand die Tour Championship, wie danach fast alle Profiturniere, im englischen Milton Keynes statt. Im Jahr darauf hatte man in Newport einen weiteren geeigneten Austragungsort gefunden und kehrte zumindest wieder nach Wales zurück. Nachdem im Laufe des Jahres 2021 die Pandemiemaßnahmen wieder gelockert werden konnten, wurde für 2022 wieder die Rückkehr nach Llandudno beschlossen. 2023 fand das Turnier in Hull und 2024 in Manchester statt.

## Bisherige Sieger
| Jahr                                         | Austragungsort                               | Sieger                                       | Ergebnis                                     | Finalist                                     | Saison                                       |                                              |
| Tour Championship – Ranglistenturnier-Status | Tour Championship – Ranglistenturnier-Status | Tour Championship – Ranglistenturnier-Status | Tour Championship – Ranglistenturnier-Status | Tour Championship – Ranglistenturnier-Status | Tour Championship – Ranglistenturnier-Status | Tour Championship – Ranglistenturnier-Status |
| -------------------------------------------- | -------------------------------------------- | -------------------------------------------- | -------------------------------------------- | -------------------------------------------- | -------------------------------------------- | -------------------------------------------- |
| 2019                                         | Llandudno – Venue Cymru                      | Ronnie O’Sullivan                            | 13:11                                        | Neil Robertson                               | 2018/19                                      |                                              |
| 2020                                         | Milton Keynes – Marshall Arena               | Stephen Maguire                              | 10:6                                         | Mark Allen                                   | 2019/20                                      |                                              |
| 2021                                         | Newport – Celtic Manor                       | Neil Robertson                               | 10:4                                         | Ronnie O’Sullivan                            | 2020/21                                      |                                              |
| 2022                                         | Llandudno – Venue Cymru                      | Neil Robertson                               | 10:9                                         | John Higgins                                 | 2021/22                                      |                                              |
| 2023                                         | Hull – Bonus Arena                           | Shaun Murphy                                 | 10:7                                         | Kyren Wilson                                 | 2022/23                                      |                                              |
| 2024                                         | Manchester – Manchester Central              | Mark Williams                                | 10:5                                         | Ronnie O’Sullivan                            | 2023/24                                      |                                              |
| 2025                                         | Manchester – Manchester Central              | John Higgins                                 | 10:8                                         | Mark Selby                                   | 2024/25                                      |                                              |

## Players Series
Die Tour Championship bildet jeweils den Abschluss der Players Series (üblicherweise benannt nach dem jeweiligen Sponsor). Die Serie gewinnt, wer bei World Grand Prix, Players Championship und Tour Championship zusammengenommen das meiste Preisgeld gewonnen hat. Aufgelistet sind die Gesamtsieger und die Sieger der drei Einzelturniere.
| Saison                                       | Gesamtsieger      | Einzelsieger      | Einzelsieger         | Einzelsieger      | Details   |
| Saison                                       | Gesamtsieger      | World Grand Prix  | Players Championship | Tour Championship | Details   |
| Coral Cup                                    | Coral Cup         | Coral Cup         | Coral Cup            | Coral Cup         | Coral Cup |
| -------------------------------------------- | ----------------- | ----------------- | -------------------- | ----------------- | --------- |
| 2018/19                                      | Ronnie O’Sullivan | Judd Trump        | Ronnie O’Sullivan    | Ronnie O’Sullivan | Statistik |
| 2019/20                                      | Stephen Maguire   | Neil Robertson    | Judd Trump           | Stephen Maguire   | Statistik |
| Cazoo Cup / Cazoo Series                     |                   |                   |                      |                   |           |
| 2020/21                                      | Neil Robertson    | Judd Trump        | John Higgins         | Neil Robertson    | Statistik |
| 2021/22                                      | Neil Robertson    | Ronnie O’Sullivan | Neil Robertson       | Neil Robertson    | Statistik |
| Duelbits Series                              |                   |                   |                      |                   |           |
| 2022/23                                      | Shaun Murphy      | Mark Allen        | Shaun Murphy         | Shaun Murphy      | Statistik |
| Spreadex (WGP) / Johnstone’s Paint (PC + TC) |                   |                   |                      |                   |           |
| 2023/24                                      | Ronnie O’Sullivan | Ronnie O’Sullivan | Mark Allen           | Mark Williams     | Statistik |
| Sportsbet.io (PC + TC)                       |                   |                   |                      |                   |           |
| 2024/25                                      | Neil Robertson    | Neil Robertson    | Kyren Wilson         | John Higgins      | Statistik |